# Каменка (приток Чусовой)
Каменка — река в городском округе Первоуральск Свердловской области, приток Чусовой, впадает в неё в 368 км от устья в деревне Каменка. Длина реки 11 км. Основной приток — Белая Каменка, впадает справа в 4,5 км от устья. На реке создан пруд площадью 0,2 км².

## Данные водного реестра
По данным государственного водного реестра России, река Каменка относится к Камскому бассейновому округу, речной бассейн — Кама, подбассейн — Кама до Куйбышевского водохранилища (без бассейнов рек Белой и Вятки), водохозяйственный участок — Чусовая от города Ревды до в/п посёлка Кын.
Код объекта в государственном водном реестре — 10010100612111100010416
- Пруд и плотина на Каменке в одноимённой деревне